# Prace okrętowe
Prace okrętowe – prace związane z utrzymaniem okrętu, jego kadłuba, pokładu, nadbudówek i pomieszczeń - wykonywane siłami załogi.
Do prac okrętowych zalicza się:
- Prace alarmowe – są to prace okrętowe z zakresu gotowości bojowej, bezpieczeństwa postoju i utrzymania okrętu. Do takich prac zaliczamy np. prace związane z uzupełnianiem zapasów okrętowych. (prowiantu, paliwa, wody itp.) Prace te mogą być wykonywane w każdym dniu i w dowolnej porze. Organizację prac alarmowych, w tym obowiązki i czynności poszczególnych członków załogi, określają rozkłady okrętowe.
- Prace konserwacyjne i porządkowe – prowadzi się na okręcie w celu przedłużenia okresu eksploatacji okrętu, jego urządzeń i osprzętu pokładowego oraz zapewnienia mu estetycznego wyglądu.

Cel ten osiąga się poprzez:
- Codzienne i generalne sprzątanie okrętu – zakres prac i czynności poszczególnych członków załogi, określają rozkłady okrętowe.
- Systematyczne odnawianie powłoki malarskiej (malowanie okrętu) – zapobiegające korozji wyposażenia, uzbrojenia i urządzeń okrętowych a także porastania podwodnej części kadłuba.